# 이정우 (바둑 기사)
이정우(李廷宇, 1981년 6월 1일 ~ )는 대한민국의 바둑 기사이다.

## 약력
경기도 화성 출신으로 1996년 8월에 입단했다. 1997년 신예프로10걸전 본선에 진출했고, 1999년 제3회 신예프로10걸전 7위를 차지했다. 2011년 8단을 거쳐 2014년 3월에 입단한 지 18년만에 9단으로 승단하였다. 2014년 KB국민은행 바둑리그의 신생팀인 화성시팀의 감독을 맡았다. 2018년 제19회 맥심배 본선 16강에 진출했다.